# Chomelia barbata
Chomelia barbata är en måreväxtart som beskrevs av Paul Carpenter Standley. Chomelia barbata ingår i släktet Chomelia och familjen måreväxter. Inga underarter finns listade i Catalogue of Life.